# Acanthocyclops iskrecensis
Acanthocyclops iskrecensis is een eenoogkreeftjessoort uit de familie van de Cyclopidae. De wetenschappelijke naam van de soort is voor het eerst geldig gepubliceerd in 1992 door Pandourski.